# Công viên Mullae
Công viên Mullae (tiếng Hàn: 문래공원; Hanja: 文來公園; Hán-Việt: Văn Lai công viên) là một công viên ở Mullae-dong, Yeongdeungpo-gu, Seoul, Hàn Quốc. Công viên được thành lập vào năm 1986 và được người dân gần đó sử dụng rộng rãi để giải trí và tập thể dục.
Trước khi trở thành công viên, nơi này có nhiều căn cứ quân sự. Ngày nay, khu vực này có nhiều tiện nghi, như lối đi bộ, thiết bị tập thể dục, sân chơi và máy lọc không khí.

## Liên quan đến Park Chung-hee
Công viên từng là Sở chỉ huy Khu 6 của Lục quân Hàn Quốc: nơi diễn ra cuộc đảo chính ngày 16 tháng 5 năm 1961. Trong cuộc đảo chính này, Park Chung-hee thâu tóm quyền lực. Tất cả những gì còn lại của căn cứ cũ là một boong ke, lối vào nằm sau một cánh cửa bị khóa gần sân chơi trẻ em.

### Tượng bán thân của Park Chung-hee
Để kỷ niệm sự kiện này, một bức tượng bán thân mô tả Park mặc quân phục được đặt trong công viên từ năm 1985. Năm 2000, sau khi Trung tâm Sự thật Lịch sử và Công lý công bố nghiên cứu về lời thề trung thành bằng máu của Park với Nhật Bản, bức tượng bán thân có buộc Húc Nhật kỳ của Nhật Bản, bị xô ngã và kéo lê đến khuôn viên Đại học Hongik. Mũi của bức tượng bị hư hại trong quá trình này. Bức tượng được đặt lại và phần mũi được sửa chữa bởi quỹ tài trợ tưởng niệm Park vào năm 2006. Vào tháng 12 năm 2016, trong các cuộc biểu tình việc luận tội Tổng thống Park Geun-hye (con gái của Park Chung-hee), Choe Hwang (최황) viết "loại bỏ" ("철거하라") bằng sơn phun màu đỏ trên bức tượng. Choe viết một cách tức giận trên Facebook về tư cách của Park Chung-hee là một người thân Nhật ("thân Nhật phái") và nhà độc tài quân sự. Vì hành động này, Choe Hwang bị phạt một triệu won.
Bức tượng hiện được bảo vệ sau hàng rào sắt. Một biển báo gần đó, do quỹ tưởng niệm Park dựng lên, cảnh báo người dân về hậu quả của hành vi phá hoại đối với bức tượng cũng như boong ke.